# 皆見鵬三
皆見 鵬三（みなみ ほうぞう、1911年（明治44年）- 1967年（昭和42年））は、日本の画家であり教育者。岡山県総社市出身。

## 経歴

### 生い立ち
1911年（明治44年）岡山県吉備郡水内村影(現・総社市)に生まれる。旧制高梁中学校（現・岡山県立高梁高等学校）を卒業した後、上京して川端画学校に学ぶ。その後、帝国美術学校油絵科に入学し牧野虎雄に師事。1933年（昭和8年）帝国美術学校油絵科卒業。

### 帝国美術学校卒業後
卒業後は特待研究生として同学校に残る。1933年、第1回旺玄社に「早春伊豆」を出品し入選すると、以後同会に出品を続けた。1935年（昭和10年）には多摩美術学校で助手をつとめた。戦時中に従軍画家として中国東北部に赴き、2年間のシベリア抑留を経て帰国。
帰国後は、郷里の総社市で制作を続ける。公募美術団体「旺玄会」の委員としても活動した。